# Odsonne Édouard
Odsonne Édouard (Kourou, 16 de janeiro de 1998) é um futebolista profissional francês que atua como atacante. Atualmente joga no Leicester City, emprestado pelo Crystal Palace.

## Carreira
Odsonne Édouard começou a carreira no Paris Saint-Germain.

## Títulos
Crystal Palace
- Supercopa da Inglaterra: 2025[3]

França
- Campeonato Europeu Sub-17: 2015

### Prêmios individuais
- Jogador de ouro do Campeonato Europeu Sub-17 de 2015[4]
- Equipe do torneio do Campeonato Europeu Sub-17 de 2015[5]
- 91º melhor jovem do ano de 2017 (FourFourTwo)[6]

### Artilharias
- Campeonato Europeu Sub-17 de 2015 (8 gols)